# Ficus cataupi
Ficus cataupi är en mullbärsväxtart som beskrevs av Adolph Daniel Edward Elmer. Ficus cataupi ingår i släktet fikonsläktet, och familjen mullbärsväxter. Inga underarter finns listade i Catalogue of Life.